# Тавареш, Альваро
А́льваро Луи́с Тава́рес Вие́йра (порт.-браз. Álvaro Luis Tavares Vieira; род. 10 марта 1995, Сан-Паулу) — бразильский футболист, нападающий

## Биография
На юношеском уровне выступал за команду ЭКУС в 2015 году. С 2017 года во взрослом футболе тренировался с «Униау Можи». В следующем году оказался в «Монте Азуле», выступавшем в Лиге Паулиста A3 (третий дивизион чемпионата штата Сан-Паулу). В чемпионате штата сыграл 9 матчей. В том же году выступал за «Франкан» (5 матчей, 1 гол).
19 февраля 2018 подписал контракт с ФК «Львов». Дебютировал в футболке «горожан» 23 февраля 2019 года в проигранном (0:1) домашнем поединке 19-го тура Премьер-лиги против одесского «Черноморца». Тавареш вышел на поле в стартовом составе, а на 73-й минуте его заменил Вадим Янчак. Всего за «сине-золотые львы» бразильский исполнитель провел 40 матчей во всех турнирах и успел отличиться четырьмя забитыми мячами.
В сентябре 2020 был отдан в аренду в азербайджанскую «Кешлю». 30 ноября 2020 года клуб объявил о прекращении контракта с игроком. В январе 2022 года на правах аренды перешёл в грузинскую «Дилу».

## Достижения
«Ингулец»
- Победитель Первой лиги Украины: 2023/24